# Kecamatan Palengaan
Kecamatan Palengaan är ett distrikt i Indonesien.   Det ligger i provinsen Jawa Timur, i den västra delen av landet, 700 km öster om huvudstaden Jakarta. Kecamatan Palengaan ligger på ön Madura.